# Tono muscolare
Per tono muscolare si intende l'attività muscolare riflessa e costante che mantiene l'assetto posturale del corpo opponendosi alla forza di gravità. Esso viene anche definito come la tensione minima esistente in un muscolo necessaria per il compimento di un'azione.
È dato dalla costante attività di un certo numero di unità motorie e dal corretto funzionamento del riflesso miotatico.
Diversi fattori fisici e psicologici possono indurre lievi modificazioni del tono muscolare senza causare disturbi.
Un'alterazione patologica del tono può essere indice di patologie di vario genere. Ad esempio, una lesione nervosa periferica (II motoneurone) comporta un'ipotonia dei muscoli interessati, mentre una lesione del sistema nervoso centrale porta generalmente ad un incremento del tono.
In particolare nelle lesioni del I motoneurone della via motoria piramidale (come ictus emisferici) è presente solitamente un periodo iniziale di ipotonia (diaschisi), dopodiché si instaura un quadro di spasticità, caratterizzata da un ipertono distribuito ai muscoli secondo schemi caratteristici e accompagnato da un'abnorme risposta al riflesso di stiramento.
Nelle lesioni della via extrapiramidale, ad esempio la malattia di Parkinson, l'ipertono è invece distribuito uniformemente a tutti i muscoli.